# Józef Wańkowicz
Józef Wańkowicz herbu Lis (zm. w 1823 roku) – marszałek gubernialny miński od 1801 roku, marszałek powiatowy miński od 1795 roku, sędzia ziemski miński
Był posłem województwa mińskiego na Sejm Czteroletni w latach 1790–1792. Deputat miński na Trybunał Główny Wielkiego Księstwa Litewskiego kadencji wileńskiej w 1785/1786 roku. 
Odznaczony Orderem Świętego Stanisława i Orderem Świętej Anny 2. klasy.